# Cosniciu de Sus
Cosniciu de Sus – wieś w Rumunii, w okręgu Sălaj, w gminie Ip. W 2011 roku liczyła 322 mieszkańców.